# Sudak
Sudak (em ucraniano e russo: Судак; em tártaro da Crimeia:  Sudaq; em grego:  Σουγδαία) é uma cidade da Ucrânia. Tem 15 km² de área e sua população em 2014 foi estimada em 16 492 habitantes.